# Антон Хисен
Антон Хисен (на шведски: Anton Hysén) е шведски футболист.

## Биография
Антон е син на шведския футболист Глен Хисен, изиграл 68 мача за националния отбор на Швеция през 80-те години на XX век.
Антон се състезаващ се за шведския третодивизионен футболен отбор Ютсиктен БК, чийто наставник е неговият баща – Глен Хисен. В юношеските си години Антон е играещ защитник на младежкия национален отбор по футбол до 17 години на Швеция. През този период той подписва договор с гьотеборгския БК Хекен, но серия от контузии провалят контракта му и той преминава в Ютсиктен БК, където играе вече трети сезон. Антон има двама по големи братя – Тобиас Хисен и Александър Хисен, състезаващи се съответно за ИФК Гьотеборг и ФК Йостерсунд.
Освен като футболист за Ютсиктен, Антон работи на половин работен ден като строителен работник.

## Личен живот
През март 2011 г. Антон разкрива пред шведското спортно списание „Offside“, че е хомосексуален. Английският таблоид „Daily Mail“ описва Антон като „първият професионален шведски футболист, който обявява, че е гей“. Пред „Offiside“ Антон споделя „Аз съм футболист и гей. Ако се представям силно на терена, тогава няма значение дали харесвам мъже или жени. Нито един футболист в Швеция не е признал своята различна сексуална ориентация, макар че признание направиха други известни спортисти.“
От 2020 г. има връзка с българин на име Васил.